# Bettye LaVette

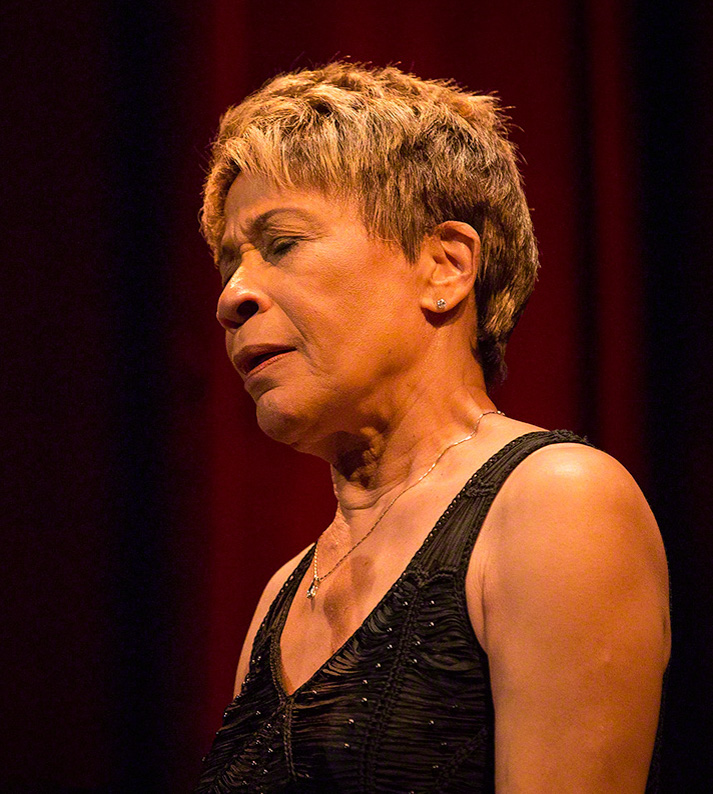
Bettye LaVette uppträder på Cosmopolite Scene i Oslo 2016.

Bettye LaVette, född Betty Haskin 26 januari 1946 i Muskegon, Minnesota, är en amerikansk soulsångerska. Hennes karriär sträcker sig från 1960-talet fram till idag.